# Sphaerodactylus ariasae
Sphaerodactylus ariasae är en ödleart som beskrevs av  Hedges och THOMAS 200. Sphaerodactylus ariasae ingår i släktet Sphaerodactylus och familjen geckoödlor. Inga underarter finns listade i Catalogue of Life.